# Ramón Fagoaga
Ramón Alfredo Fagoaga Romero (San Miguel de la Frontera, 12 de janeiro de 1952) é um ex-futebolista profissional salvadorenho, que atuava como defensor.

## Carreira
Ramón Fagoaga fez parte do elenco da histórica Seleção Salvadorenha de Futebol da Copa do Mundo de 1982, ele fez duas partidas. 